# 鳳来寺本源氏物語
鳳来寺本源氏物語（ほうらいじほんげんじものがたり）とは、源氏物語の写本のひとつであり、愛知県新城市の鳳来寺山の山頂付近にある真言宗五智教団の寺院である鳳来寺に伝来する源氏物語の写本であるため「鳳来寺本源氏物語」の名で呼ばれる。

## 概要
源親行の奥書を持ち河内本系統の本文を持つ写本の一つであり、「鳳」の写本記号で校異源氏物語及び源氏物語大成に河内本系統の本文を持つ写本として校異がとられている。
『三州鳳来寺略誌』には、
「源氏物語五十四巻

これ冷泉黄門為相卿二条亞相為世卿両公の筆烏丸光広卿添書附金梨蒔絵銀金具の箪笥鍵

外箱付きのもの文化十四年丁丑讃岐守従五位下大江朝臣政時寄附」

との記述が存在するため、もともとは吉田家にあり、毛利家に入った後、江戸時代中期に毛利氏から鳳来寺に寄贈されたとされる。また元は54帖全て揃っていたと見られるが、鳳来寺が1914年（大正3年）に本堂を焼失する火災に遭い、その際本写本も一部分が焼けたため現在は48帖のみが残っているとされる。
昭和初期に池田亀鑑が調査した際には閲覧を許され、その際作成した模本が東海大学図書館桃園文庫に現存するが、近年池田利夫が調査を願い出た際には「現在はどなたに対しても公開しておりません」との返答を得て調査出来なかったため前述の池田亀鑑が作成した模本を利用して調査を行っている。